# Літературний Тернопіль
«Літературний Тернопіль» — літературно-мистецький і громадсько-політичний часопис. Виходить у Тернополі від березня 2008.
Журнал є правонаступником видання «Тернопіль» (роки існування 1990—1997) і спільним проектом Тернопільського національного педагогічного університету, Тернопільської обласної організації НСПУ і видавничого дому «Вільне життя».
Наклад — 500 примірників.

## Редакційна рада
Богдан Мельничук — головний редактор, Леся Романчук (заступник головного редактора), Богдан Андрушків, Олександр Астаф'єв, Євген Безкоровайний, Роман Гром'як, Ігор Гуцал, Ліля Костишин, Іван Крупський, Ярослав Омелян, Михайло Ониськів, Петро Перебийніс, Наталія Поплавська, Богдан Ткачик, Микола Ткачук, Петро Федоришин, Богдан Хаварівський, В'ячеслав Хім'як.

## Основні рубрики
- «Велика проза: першодрук»,
- «Золота сурма: поезія»,
- «Літературна критика»,
- «Мала проза»,
- «Переклади»,
- «Подільський віночок. Сторінки для дітей»,
- «Поличка бібліофіла»,
- «Постаті»,
- «Тернопілля у дзеркалі часу: події, факти, імена»,
- «Художник номера»,
- «Війсьтавйо!» та інші.